# Jan Dłużewski
Jan Dłużewski herbu Pobóg z Dłużewa na Uhrusku, (ur. w 1658, zm. w 1720) – biskup rzymskokatolicki, sufragan chełmski, kanonik gnieźnieński, kamieniecki i poznański.

## Życiorys
Kanonik gnieźnieński, kanonik poznańskiej kapituły katedralnej kanonii Rogoźno od 1690, biskup, (do 1707)  infułat, biskup pomocniczy chełmski.
Bratem jego był Kazimierz Dłużewski - kasztelan chełmski.
Był uczestnikiem rokoszu łowickiego 1697 roku. W 1705 potwierdził pacta conventa króla Stanisława Leszczyńskiego. 